# Sticherus squamosus
Sticherus squamosus är en ormbunkeart som först beskrevs av Fée, och fick sitt nu gällande namn av J.Gonzales. Sticherus squamosus ingår i släktet Sticherus och familjen Gleicheniaceae. Inga underarter finns listade.